# Џагуарси
Џагуарси су професионални рагби јунион (рагби 15) из Буенос Ајреса и једини су аргентински представник у супер рагбију. Своје мечеве као домаћини играју на стадиону Хозе Амалфитани.

## Састав
Сантијаго Гарсија Бота
Рамиро Херера
Лукас Ногуера Паз
Агустин Креви
Хулијан Монтоја
Матијас Алемано
Томас Лаванини
Гуидо Пети
Факундо Иса
Хуан Мануел Легуизамон
Томас Лезана
Пабло Матера
Леонардо Сенаторе
Мартин Ландајо
Хуан Мартин Хернандез
Николас Санчез
Габријел Аскарате
Матијас Морони
Матијас Орландо
Сантијаго Кордеро
Мануел Монтеро
Јоакин Тукулет